# 西山本門寺
西山本門寺（にしやまほんもんじ）は、静岡県富士宮市西山にある寺院で法華宗興門流の大本山。日興の法脈を継承し、勝劣派・富士門流に属する。上条大石寺・重須本門寺・下条妙蓮寺・小泉久遠寺とともに同門流の「富士五山」を構成し、さらに京都要法寺・伊豆実成寺・保田妙本寺とあわせて「興門八本山」の1つにも数えられる。
境内は全体で360町歩の広さがあり、黒門から本堂裏手の墓地まで直線で2kmの敷地がある。織田信長の遺体もこの地にあるという説もある。

## 歴史

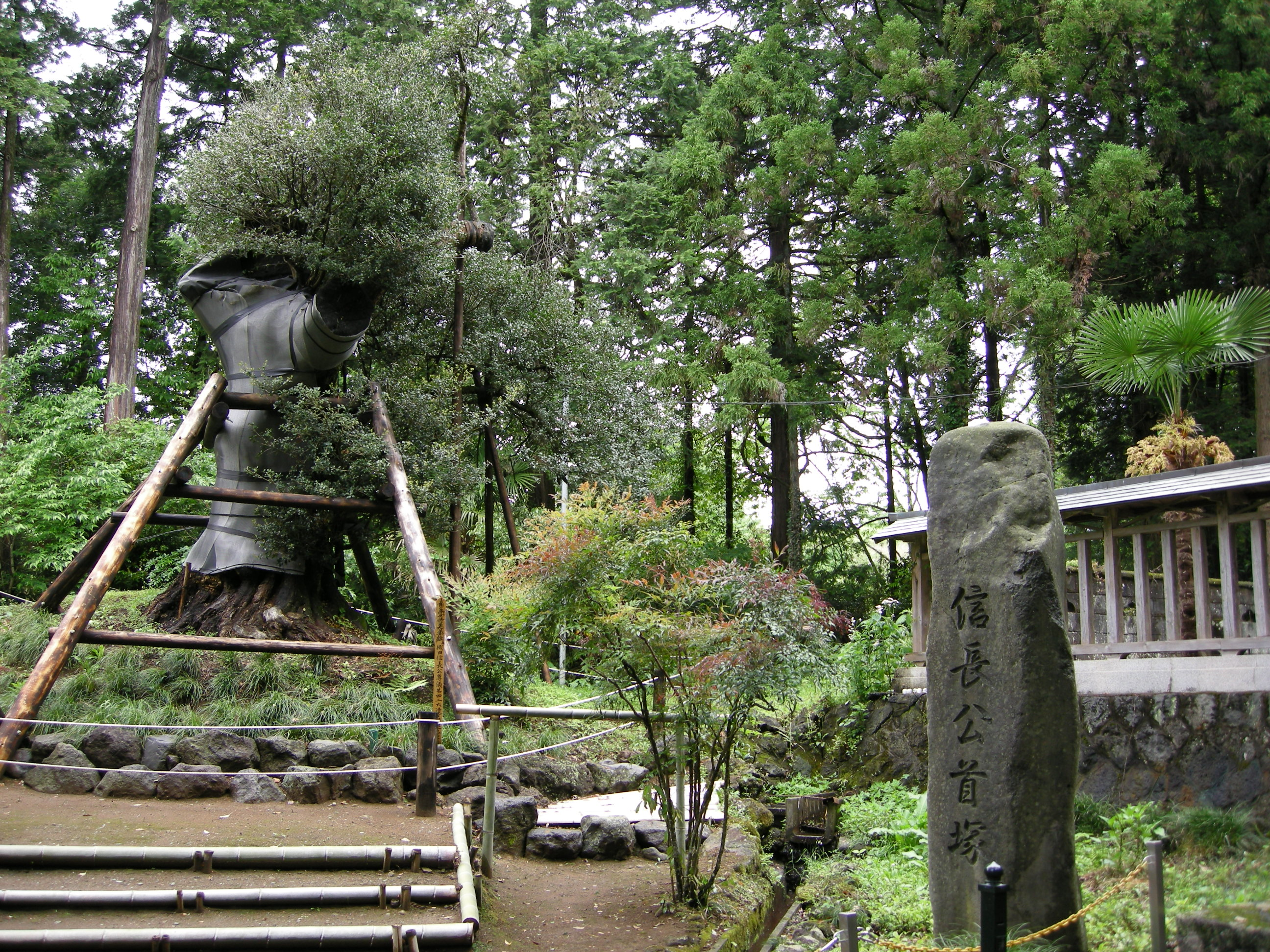
信長公首塚（写真左、塚上に県指定天然記念物の大ヒイラギがある）

### 近世まで
日興の弟子日代は、師が没すると重須本門寺を相承した。その後、重須の地頭石川実忠や信徒らと対立し、子弟を連れて重須本門寺を離山した。1344年（康永3年）西山の地頭大内安清から寺地の寄進を受け、西山本門寺を建立した。
18世日順は、京都上行院を通じて後水尾天皇の皇女常子内親王の帰依を受けた。常子内親王は、1678年（延宝6年）後水尾天皇の位牌を当寺に納め、1683年（天和3年）には書写した法華経を両親の菩提のために納めた。常子内親王の夫近衛基熙が関白になった際、書写した祈祷経を納め、西山本門寺を祈祷所と定めた。
寺伝によると、日順の父である原宗安（原志摩守）は、本因坊日海（本因坊算砂）の指示により、織田信長の首を西山本門寺まで持ち帰り、柊を植え首塚に葬ったという。信長の首塚の傍に植樹された柊は推定樹齢450～500年とされ、年代的にも符合している。20世日圓は、水戸徳川家の出身により、徳川光圀の寄進を受けて伽藍を整えた。

### 近代以降
- 1876年（明治9年）末寺12箇寺とともに、富士門流の統一教団日蓮宗興門派の結成に参加。
- 1899年（明治32年）日蓮宗興門派は日蓮本門宗（本門宗）と改称。
- 1941年（昭和16年）本門宗は一致派の日蓮宗、勝劣派の顕本法華宗とともに三派合同を行い日蓮宗を結成。49世・由比日光が宗派の代表として合同手続きを執行。
- 1957年（昭和32年）西山本門寺、塔頭、末寺は日蓮宗を離脱（末寺の一部は日蓮宗に残留）し単立となった。その後、由比日光の主導で、西山本門寺は塔頭・末寺・檀家総代の了解を得ないまま日蓮正宗に合流した。反対派による「合流」措置無効の確認をもとめる訴訟おこる。
- 1960年（昭和35年）由比日光の遷化。由比日光の後継指名により、日蓮正宗は吉田日勇（下条妙蓮寺）を兼任住職として任命。
- 1975年（昭和50年）裁判は最高裁まで争われたのち、檀家側の勝訴。吉田日勇は本寺より退去し、旧門末の福正寺の森本日正が正式に後任住職として着任。
- 現住は52世・森本日重（福正寺より晋山）。

## 歴代貫首
歴代貫首は次表の通り。
| 代     | 日号 | 阿闍梨号・院号     | 在位                                   | 遷化年月日                 | 享年 | 備考                                              |
| ------ | ---- | ------------------ | -------------------------------------- | -------------------------- | ---- | ------------------------------------------------- |
| 宗祖   | 日蓮 |                    |                                        | 1282年（弘安5年）10月13日  | 61歳 |                                                   |
| 2祖    | 日興 | 白蓮阿闍梨         |                                        | 1333年（正慶2年）2月7日    | 88歳 |                                                   |
| 3祖    | 日代 | 蔵人阿闍梨・伊予房 | 1394年（応永元年）4月18日              | 1394年（応永元年）4月18日  | 98歳 |                                                   |
| 4世    | 日任 | 由比阿闍梨         | 1427年（応永34年）4月25日              | 1427年（応永34年）4月25日  | 76歳 |                                                   |
| 5世    | 日盛 |                    |                                        | 1442年（嘉吉2年）3月5日    |      |                                                   |
| 6世    | 日琳 |                    |                                        | 1451年（宝徳3年）3月17日   |      |                                                   |
| 7世    | 日顕 |                    |                                        | 1457年（長禄元年）8月16日  |      |                                                   |
| 8世    | 日眼 |                    |                                        | 1486年（文明18年）4月8日   |      |                                                   |
| 9世    | 日出 |                    |                                        | 1491年（延徳3年）5月4日    |      |                                                   |
| 10世   | 日典 |                    |                                        | 1499年（明応8年）8月25日   |      |                                                   |
| 11世   | 日心 |                    |                                        | 1557年（弘治3年）7月5日    | 60歳 |                                                   |
| 12世   | 日建 | 大珠院             |                                        | 1577年（天正5年）7月14日   |      |                                                   |
| 13世   | 日春 | 妙円坊             |                                        | 1611年（慶長16年）8月20日  |      |                                                   |
| 14世   | 日悟 |                    |                                        | 1641年（寛永18年）10月18日 |      | 駿河・善能寺開山                                  |
| 15世   | 日胤 |                    |                                        | 1624年（寛永元年）3月23日  |      |                                                   |
| 16世   | 日映 |                    |                                        | 1652年（慶安5年）6月9日    |      |                                                   |
| 17世   | 日隆 |                    |                                        | 1674年（延宝2年）9月25日   |      |                                                   |
| 18世   | 日順 | 法性阿闍梨         |                                        | 1688年（元禄元年）10月20日 | 87歳 | 河内・上行院開山                                  |
| 19世   | 日教 |                    |                                        | 1677年（延宝5年）3月19日   | 48歳 |                                                   |
| 20世   | 日円 |                    |                                        | 1693年（元禄6年）5月12日   | 46歳 |                                                   |
| 21世   | 日意 |                    |                                        | 1712年（正徳2年）11月15日  | 63歳 | 下総・福正寺開山 摂津・壽光寺開山                 |
| 22世   | 日通 |                    |                                        | 1714年（正徳4年）8月19日   | 66歳 |                                                   |
| 23世   | 日観 |                    |                                        | 1726年（享保11年）8月12日  | 46歳 |                                                   |
| 24世   | 日命 |                    |                                        | 1718年（享保3年）10月10日  | 52歳 | 摂津・壽光寺4代                                   |
| 25世   | 日泉 |                    |                                        | 1760年（宝暦10年）8月15日  | 61歳 |                                                   |
| 26世   | 日感 |                    |                                        | 1744年（延享元年）12月23日 | 46歳 |                                                   |
| 27世   | 日中 |                    |                                        | 1749年（寛延2年）6月29日   | 46歳 |                                                   |
| 28世   | 日長 |                    |                                        | 1752年（宝暦2年）8月12日   | 43歳 | 下総・福正寺7代                                   |
| 29世   | 日悦 |                    |                                        | 1757年（宝暦7年）7月17日   |      |                                                   |
| 30世   | 日実 |                    |                                        | 1789年（寛政元年）7月11日  |      |                                                   |
| 31世   | 日令 |                    |                                        | 1779年（安永8年）5月4日    | 54歳 | 下総・福正寺9代                                   |
| 32世   | 日言 |                    |                                        | 1781年（天明元年）7月22日  | 56歳 | 河内・上行院10代                                  |
| 33世   | 日静 |                    |                                        | 1789年（寛政元年）6月22日  | 52歳 |                                                   |
| 34世   | 日啓 |                    |                                        | 1795年（寛政7年）11月13日  | 53歳 | 摂津・壽光寺10代                                  |
| 35世   | 日元 |                    |                                        | 1814年（文化11年）5月1日   |      | 河内・上行院12代                                  |
| 36世   | 日祥 | 本妙院             |                                        | 1834年（天保5年）2月30日   | 54歳 | 細草83世                                          |
| 37世   | 日帝 |                    |                                        | 1866年（慶應2年）3月21日   | 66歳 |                                                   |
| 38世   | 日忍 |                    |                                        | 1858年（安政5年）7月24日   | 57歳 | 下総・福正寺17代                                  |
| 39世   | 日顓 |                    |                                        | 1871年（明治4年）5月11日   | 56歳 | 下総・福正寺18代                                  |
| 40世   | 日晥 | 堅樹院             |                                        | 1880年（明治13年）9月1日   | 59歳 | 由井氏 細草90世 駿河・代信寺15代 摂津・壽光寺20代 |
| 41世   | 日顗 | 最勝院             |                                        | 1908年（明治41年）1月16日  | 81歳 | 壽氏 下総・福正寺20代                             |
| 42世   | 日恩 | 法性阿闍梨・龍恩坊 |                                        | 1893年（明治26年）3月25日  |      | 高橋氏 下総・福正寺22代                           |
| 43世   | 日昶 | 円実坊             |                                        | 1893年（明治26年）12月7日  | 45歳 | 由井氏                                            |
| 44世   | 日顗 | 最勝院             |                                        | 1908年（明治41年）1月16日  | 81歳 | 41世再任                                          |
| 45世   | 日源 |                    |                                        | 1920年（大正9年）2月19日   | 72歳 | 森田氏 下総・福正寺23代                           |
| 46世   | 日明 | 大弐阿闍梨・賢寿坊 |                                        | 1923年（大正12年）9月28日  | 75歳 | 吉山氏                                            |
| 47世   | 日相 | 三島阿闍梨・珖寿坊 |                                        | 1925年（大正14年）6月21日  | 72歳 | 寿氏 下総・福正寺25代 駿河・安立寺13代            |
| 48世   | 日省 | 一如阿闍梨・誠諦坊 |                                        | 1954年（昭和29年）3月23日  | 87歳 | 石井智明 伊豆・上行院28代                         |
| 49世   | 日光 | 信受坊             | 1960年（昭和35年）年4月23日            | 1965年（昭和40年）4月23日  | 76歳 | 由比氏 下総・福正寺26代 駿河・代立寺18代          |
| (除歴) | 日勇 | 常健院             | 1960年（昭和35年）- 1975年（昭和50年） | 2014年（平成26年）6月16日  | 92歳 | 吉田義誠 下条妙蓮寺45代 元・日蓮正宗重役          |
| 50世   | 日正 | 恵光坊             | 1975年（昭和50年）- 1995年（平成7年）  | 1995年（平成7年）9月21日   | 85歳 | 森本正明 下総・福正寺28代                         |
| 51世   | 日敬 | 恵妙坊             | 1995年（平成7年）- 2012年（平成24年）  | 2012年（平成24年）2月27日  | 96歳 | 村田政明 末寺光栄寺(静岡県)より晋山               |
| 52世   | 日重 |                    | 2012年（平成24年）-                    |                            |      | 森本重光 下総・福正寺29代                         |

## 末寺

### 法華宗興門流
- 富士山浄圓坊（静岡県富士宮市）- 塔頭
- 富士山大詮坊（静岡県富士宮市）- 塔頭
- 富士山妙圓坊（静岡県富士宮市）- 塔頭
- 富士山福正寺（千葉県千葉市中央区）
- 霊場山光栄寺（静岡県伊東市）
- 興出山代世寺（静岡県富士宮市）
- 久遠山本妙寺（静岡県富士宮市）
- 長谷山弘宣寺[4]（栃木県鹿沼市）

### 日蓮宗
- 富士山上行寺（神奈川県伊勢原市）
- 恵日山廣宣寺（静岡県伊東市）
- 大見山上行院（静岡県伊豆市）
- 興流山代通寺（静岡県富士市）
- 上行山安立寺（静岡県富士宮市）
- 興代山善能寺（静岡県富士宮市）
- 滝戸山代信寺（静岡県富士宮市）
- 富士山代立寺（静岡県富士宮市）
- 本因山上行寺（大阪府東大阪市）
- 上行山寿光寺（大阪府大阪市城東区）
- 草龍山代行寺（福岡県直方市）
- 久遠山本因寺（熊本県熊本市）

## 境内

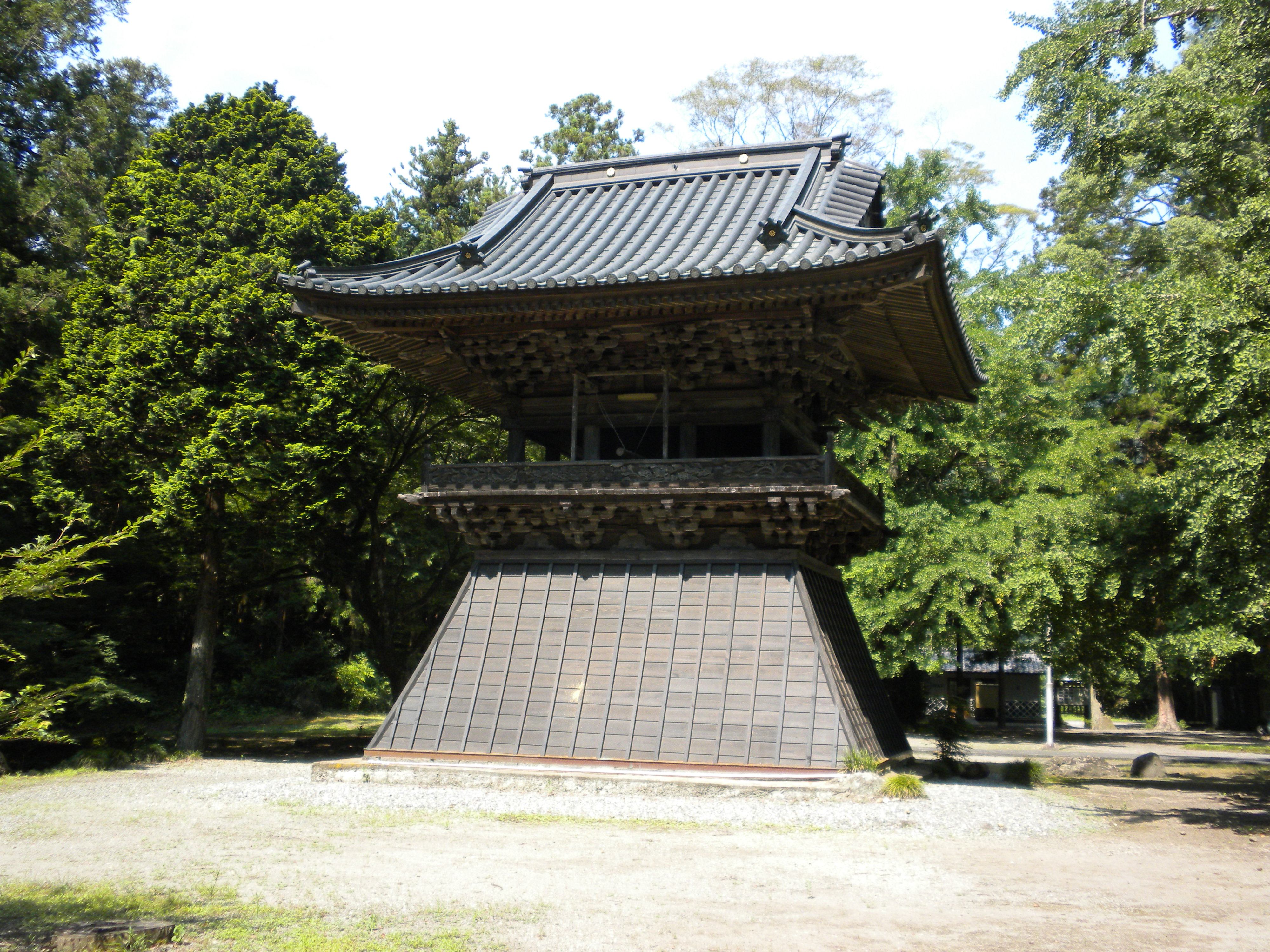
鐘楼

- 本堂
- 尊霊殿
- 大庫裡
- 納屋
- 御宝蔵
- 黒門
- 日映堂
- 三師塔（日蓮・日興・日代）
- 浄圓坊（じょうえんぼう）
- 大詮坊（だいせんぼう）
- 妙圓坊（みょうえんぼう）
- 鐘楼 1644年（嘉永21年）築
- 正八幡宮
- 信長公首塚

## 年中行事
- 1月1日　午前0時　元旦祝祷会
- 4月18日　正午　お虫払い法要
- 11月第2日曜日　信長公黄葉まつり
- 11月23日　午後1時　お会式
- 12月31日　午後11時40分　越年会、除夜梵鐘つき

## 文化財

### 重要文化財（国指定）
- 紺紙金字法華経（開結共）10巻
- 法華経 8巻 常子内親王筆
- 法華證明鈔 日蓮筆
- 日蓮遷化記録 日興筆 弘安5年（1282年）

### 静岡県指定有形文化財
- 西山本門寺本堂厨子

### 静岡県指定天然記念物
- 西山本門寺の大ヒイラギ

### 富士宮市指定天然記念物
- 西山本門寺のシダレマキ

## 交通アクセス
- 東海旅客鉄道身延線芝川駅から車で10分。